# Кондиционирование воздуха
Кондициони́рование во́здуха — поддержание в закрытых помещениях или транспортных средствах всех или отдельных параметров воздуха (температуры, относительной влажности, чистоты, скорости движения воздуха) с целью обеспечения оптимальных климатических условий, наиболее благоприятных для самочувствия людей, ведения технологического процесса, обеспечения сохранности ценностей.

## Цели
Кондиционирование воздуха в помещениях предусматривается для создания и поддержания в них:
- установленных нормами допускаемых условий воздушной среды, если они не могут быть обеспечены более простыми средствами;
- искусственных климатических условий в соответствии с технологическими требованиями внутри помещения или части их круглогодично или в течение теплого либо холодного периода года;
- оптимальных (или близких к ним) гигиенических условий воздушной среды в производственных помещениях, если это экономически оправдано увеличением производительности труда;
- оптимальных условий воздушной среды в помещениях общественных и жилых зданий, административных и многофункциональных, а также вспомогательных зданий промышленных предприятий.

Кондиционирование воздуха, осуществляемое для создания и поддержания допускаемых или оптимальных условий воздушной среды, носит название комфортного, а искусственных климатических условий в соответствии с технологическими требованиями — технологического.
Кондиционирование воздуха осуществляется комплексом технических решений, именуемых системой кондиционирования воздуха (СКВ). В состав СКВ входят технические средства приготовления, перемешивания и распределения воздуха, приготовления холода, а также технические средства холодо- и теплоснабжения, автоматики, дистанционного управления и контроля.

## История кондиционирования воздуха
Первые попытки кондиционирования воздуха производились в Персии тысячи лет назад. Персидские устройства охлаждения воздуха использовали способность воды сильно охлаждаться при испарении. Типичный кондиционер тех дней представлял собой специальную шахту, улавливающую дуновение ветра, в которой размещались пористые сосуды с водой или протекала вода из источника. Воздух в шахте охлаждался и насыщался влагой и затем подавался в помещение. Устройство было сравнительно эффективно для жаркого и сухого климата, такой кондиционер не смог бы работать при высокой относительной влажности воздуха.
В Индии летом в качестве двери использовался каркас, обвитый индийской кокосовой пальмой — татти. Сверху двери устанавливалась ёмкость, которая медленно заполнялась водой за счёт капиллярного эффекта в тканях татти. Когда уровень воды достигал определённого значения, ёмкость опрокидывалась, орошая водой дверь, и возвращалась в исходное состояние. Такой цикл многократно повторялся, пока пальма оставалась живой и получала достаточно света (см. ст. Транспирация).
В 1820 году британский учёный и изобретатель Майкл Фарадей обнаружил, что сжатый и сжиженный аммиак охлаждает воздух при испарении. Но его идеи были в значительной степени теоретическими. Электрический способ кондиционирования воздуха был изобретён Уиллисом Кэррьером примерно в 1902 году. Им же была разработана первая система кондиционирования воздуха для типографии в Бруклине (Нью-Йорк). Летом при процессе печатания постоянное изменение температуры и влажности не позволяло добиться качественной цветопередачи. Кэрриер разработал аппарат, который охлаждал воздух до постоянной температуры и осушал его до 55 %. Своё устройство он назвал «аппаратом для обработки воздуха». В 1915 году он и ещё шесть коллег-инженеров основали собственную компанию «Carrier Engineering Co.», впоследствии переименованную в «Carrier». Сегодня компания «Кэрриер» — один из ведущих производителей кондиционеров, ей принадлежит 12 % мирового объёма производства кондиционеров.
На рубеже XIX—XX вв. установки кондиционирования («аэрорефрижерация») применялись в военном флоте для поддержания микроклимата в погребах боезапаса боевых кораблей.
Сам термин кондиционирование воздуха впервые был предложен в 1906 году Стюардом Крамером, который связывал это понятие с получением кондиционного товара.
Позже дорогие системы кондиционирования воздуха начали применяться для улучшения производительности труда на рабочих местах. Затем сфера применения кондиционирования была расширена для улучшения комфорта в домах и автомобилях. В 1950-х годах в Соединённых Штатах наблюдался взлёт продаж кондиционеров для жилых помещений.
Первые кондиционеры и холодильники использовали токсичные газы, такие как аммиак и метилхлорид, которые приводили к смертельным несчастным случаям в случае утечки. В 1930-х годах по соображениям безопасности фирма Дженерал Электрик выпустила кондиционер, компрессорно-конденсаторный агрегат которого располагался с внешней стороны здания. Это была первая сплит-система.
Первый автомобильный кондиционер имел мощность охлаждения 370 Вт, был создан фирмой С & С Kelvinator Co в 1930 году и установлен на Кадиллаке.
Томас Мидгли младший первым предложил в качестве хладагента использовать дифторхлорметан, названный потом фреоном в 1928 году. Этот хладагент оказался намного более безопасным для людей, но не для озонового слоя атмосферы. Фреон — торговая марка компании DuPont для всех CFC, HCFC или HFC хладагентов, название каждого включает число, указывающее на молекулярный состав (R-11, R-12, R-22, R-134a). Наиболее часто используется смесь HCFC, или R-22, но планируется отказаться от неё в производстве новых приборов к 2010 году, и совсем избавиться от неё к 2020 году. В наши дни набирает популярность хладагент R-410A, безопасный для озонового слоя Земли, невоспламеняющийся, нетоксичный и энергосберегающий.
На территории Российской Федерации применяются хладагенты четырёх основных типов: озоноразрушающие вещества, фторсодержащие газы, гидрофторолефины и природные хладагенты. Оборот озоноразрушающих веществ, таких как хлорфторуглероды (ХФУ) или гидрохлорфторуглероды (ГХФУ), регулируется Монреальским протоколом по веществам, разрушающим озоновый слой. При этом и ХФУ и ГХФУ обладают значительным потенциалом глобального потепления.
Производство хлорфторуглеродов прекращено во всем мире. Менее опасные для озонового слоя гидрохлорфторуглероды также постепенно выводятся из обращения.
Фторсодержащие вещества — гидрофторуглероды (ГФУ) и их смеси — в настоящее время активно используются в современных системах кондиционирования и холодильных системах. Это такие хладагенты как R410А, R404A, R407, R507, R32, R134a и другие. Их озоноразрушающий потенциал равен нулю, однако ГФУ являются парниковыми газами, оборот которых регулируется Киотским протоколом к Конвенции ООН об изменении климата.
Гидрофторолефины — коммерческое наименование ряда ГФУ, отличающихся относительно низким потенциалом глобального потепления. Промышленное производство данных веществ в настоящий момент налаживается, в том числе и за счет запуска соответствующих мощностей в КНР и других странах. Международные корпорации активно продвигают гидрофторолефины, объявляя их не только экологичной заменой ХФУ, ГХФУ и ГФУ, но и безопасной для человека альтернативой природным хладагентам. В Российской Федерации гидрофторолефины не производятся, и планов по открытию их производства на территории нашей страны в настоящий момент нет.
В современных холодильных системах все активнее применяются природные хладагенты. Это такие вещества, как аммиак (R717), диоксид углерода (R744), пропан (R290) и изобутан (R600a). К преимуществам природных хладагентов относятся высокая энергоэффективность и отсутствие негативного влияния на озоновый слой и климат.
В 1980-х годах компанией Toshiba был разработан новый способ управления компрессором, заключающийся в изменении частоты тока электропитания компрессора — инверторные системы.

## Способы кондиционирования воздуха

### Цикл охлаждения
Принцип работы кондиционера аналогичен принципу работы холодильника.
Необходимо отметить, что в реальных условиях обратный цикл холодильной машины состоит из более чем 4 точек: например, при применении винтового компрессора горячие сжатые пары хладагента попадают сразу не в конденсатор, а в маслоотделитель. И только оттуда направляются в конденсатор. После конденсатора жидкий хладагент, как правило, поступает в ресивер (специальный резервуар), а уже из него направляется в расширительный (дросельный) клапан.
Для нагрева воздуха в помещении кондиционеры переходят в режим работы теплового насоса — конденсатор выполняет роль испарителя, а испаритель роль конденсатора, то есть отводимая теплота конденсации используется для нагрева воздуха.

#### Контроль влажности воздуха
Иногда перед воздушным кондиционером ставится задача уменьшения влажности воздуха (режим работы «Осушение», отображается на табло изображением капельки). Достаточно холодный (ниже точки росы) испарительный змеевик конденсирует водяной пар из обработанного воздуха (таким же образом, как и очень холодный напиток конденсирует водяной пар воздуха на внешней стороне стакана), отправляя воду в дренажную систему и, таким образом понижая влажность воздуха. Осушенный воздух улучшает комфорт, так как он обеспечивает естественное охлаждение организма человека путём испарения пота с кожи. Обычно кондиционеры позволяют обеспечить относительную влажность воздуха от 40 до 60 процентов. Установка кондиционера с парогенератором позволяет поддерживать точное значение влажности в помещении.

### Испарительные охладители
Вышеупомянутые персидские системы охлаждения были испарительными охладителями. В местах с очень сухим климатом они популярны, так как могут легко обеспечить хороший уровень комфорта. Испарительный охладитель — устройство, которое забирает воздух извне и пропускает его через влажную прокладку. Температура входящего воздуха, измеренная при помощи сухого термометра, уменьшается. Общее же «количество теплоты заключённое в воздухе» (внутренняя энергия) остаётся неизменным. Часть теплоты переходит в скрытую теплоту при испарении воды во влажных и более холодных прокладках. Такие охладители могут быть очень эффективны, если входящий воздух достаточно сухой. Также они дешевле и более надёжны и просты в обслуживании. Похожий тип охладителя, но использующий лёд для охлаждения и увлажнения воздуха, был запатентован американцем Джоном Горри Апалачиколой в 1842 году, который использовал это устройство для охлаждения пациентов в своём госпитале для больных малярией.

## Современное кондиционирование воздуха
В наши дни получило распространение проектирование систем кондиционирования воздуха на стадии разработки архитектурного проекта.
В XXI веке всё большее значение приобретает энергосбережение при кондиционировании. Учитывая ухудшающееся состояние окружающей среды, обеспечение чистого воздуха в помещении является одной из наиболее важных проблем. Кроме того, качество воздуха имеет большое значение в медицине (операционные и родильные боксы), при производстве электроники и в других высокотехнологичных производствах. Для точного поддержания значений температуры и влажности используются прецизионные кондиционеры.